# Nicholas Mavroules

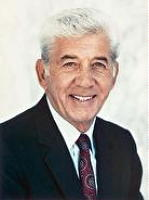
Nicholas Mavroules

Nicholas James Mavroules (* 1. November 1929 in Peabody, Essex County, Massachusetts; † 25. Dezember 2003 in Salem, Massachusetts) war ein US-amerikanischer Politiker. Zwischen 1979 und 1993 vertrat er den Bundesstaat Massachusetts im US-Repräsentantenhaus.

## Werdegang
Nicholas Mavroules besuchte die Peabody High School und arbeitete später zwischen 1949 und 1967 als Personalchef für die Firma GTE-Sylvania. Gleichzeitig begann er als Mitglied der Demokratischen Partei eine politische Laufbahn. Zwischen 1958 und 1965 saß er im Stadtrat in Peabody; von 1967 bis 1978 war er dort Bürgermeister. Im Juli 1976 war er Delegierter zur Democratic National Convention in New York, auf der Jimmy Carter als Präsidentschaftskandidat nominiert wurde.
Bei den Kongresswahlen des Jahres 1978 wurde Mavroules im sechsten Wahlbezirk von Massachusetts in das US-Repräsentantenhaus in Washington, D.C. gewählt, wo er am 3. Januar 1979 die Nachfolge von Michael J. Harrington antrat. Nach sechs Wiederwahlen konnte er bis zum 3. Januar 1993 sieben Legislaturperioden im Kongress absolvieren. Dort war er zeitweise Mitglied im Streitkräfteausschuss.
Im Jahr 1992 geriet er unter Korruptionsverdacht. Nach einer Untersuchung wurde er wegen 16 Vergehen angeklagt, darunter persönliche Vorteilnahme im Amt, Bestechung, illegale Annahme von Geschenken und Steuerhinterziehung. Schließlich wurde er zu 15 Monaten Gefängnis verurteilt. Zum Zeitpunkt der Wahlen des Jahres 1992 waren die Untersuchungen gegen Mavroules bereits im Gange und kosteten ihn die Wiederwahl. Er starb am 25. Dezember 2003 in Salem.